# Theodor Billroth
Christian Albert Theodor Billroth (26. dubna 1829 Bergen (Rujána) – 6. února 1894 Opatija) byl německo-rakouský lékař, jeden z nejvýznamnějších evropských chirurgů 19. století a profesor chirurgie na lékařské fakultě Univerzity ve Vídni. Je všeobecně považován za zakladatele moderní břišní chirurgie a průkopníka chirurgie hrtanu, patologické anatomie a bakteriologie.

## Život
Narodil se v Meklenbursku jako první z pěti dětí pastora Theodora Billrotha a jeho ženy Christiny. V pěti letech mu otec zemřel na tuberkulózu. Rodina se přestěhovala do Greifswaldu, odkud pocházela matčina rodina a Theodorův dědeček byl tamním starostou. Chtěl se stát hudebníkem, ale na matčino přání studoval medicínu, nejdříve na místní univerzitě. Pokračoval ve studiu na lékařských fakultách v Göttingenu a v Berlíně. Po promoci v roce 1852 odejel na roční stáž do Vídně, kterou však musel přerušit kvůli matčině úmrtí. Po krátkém pobytu v Paříži se vrátil do Berlína. Otevřel si soukromou praxi, ale ordinaci v dělnické čtvrti mnoho pacientů nenavštěvovalo. Uvítal proto nabídku svého bývalého pedagoga profesora Langenbecka, aby se stal jeho asistentem. V nemocnici Charité pracoval Billroth v letech 1853–1859, v jejichž průběhu se habilitoval v oboru chirurgie a patologické anatomie. Soustředil se především na operace žaludku a zažívacího traktu. V roce 1858 začal pedagogickou dráhu, přednášel v Greifswaldu patologickou anatomii.

V roce 1858 se oženil s Christel Michaelisovou, měli spolu tři dcery a syna, který však zemřel na spálu ve věku šesti let.  
Roku 1860 byl jmenován řádným profesorem chirurgie na univerzitě v Curychu. Od roku 1867 žil ve Vídni, kde se kromě práce chirurga ve všeobecné nemocnici věnoval výuce a výzkumu na vídeňské univerzitě. Německo-francouzskou válku (1870) prožil jako chirurg ve vojenských lazaretech ve Weissenburgu a v Mannheimu. Své zkušenosti z lékařské praxe a válečných operací shrnul v knize Spisy o všeobecné chirurgii, která vzbudila velkou pozornost a byla vydána v sedmi jazycích. Po návratu do Vídně pokračoval v práci na klinice. Jeho náročné operace žaludku a hrtanu v pokročilém stádiu rakoviny se zájmem sledovaly desítky studentů a kolegů. Získal si pověst vynikajícího chirurga i v zahraničí. K jeho významným pacientům patřili například vídeňský básník a dramatik Carl Caro nebo ruský básník Nikolaj Alexejevič Někrasov, za jehož vyléčení jej ruská vláda vyznamenala Ruským řádem sv. Stanislava II. stupně.
Theodor Billroth byl zakládajícím členem Německé chirurgické společnosti v roce 1872. Byl členem Německé a Královské švédské akademie věd.
Kromě medicíny se věnoval hudbě a zpěvu, byl členem vídeňského Akademického hudebního spolku. Věnoval se také sborovému zpěvu ve sboru v Bardenu u Vídně. Hrál na violu, klavír na varhany.  Stýkal se s hudebníky, k jeho nejlepším přátelům patřil například hudební skladatel Johannes Brahms. Seznámili se v roce 1860 v Curychu a jejich přátelství trvalo celý život.
Angažoval se také v antisemitském hnutí.

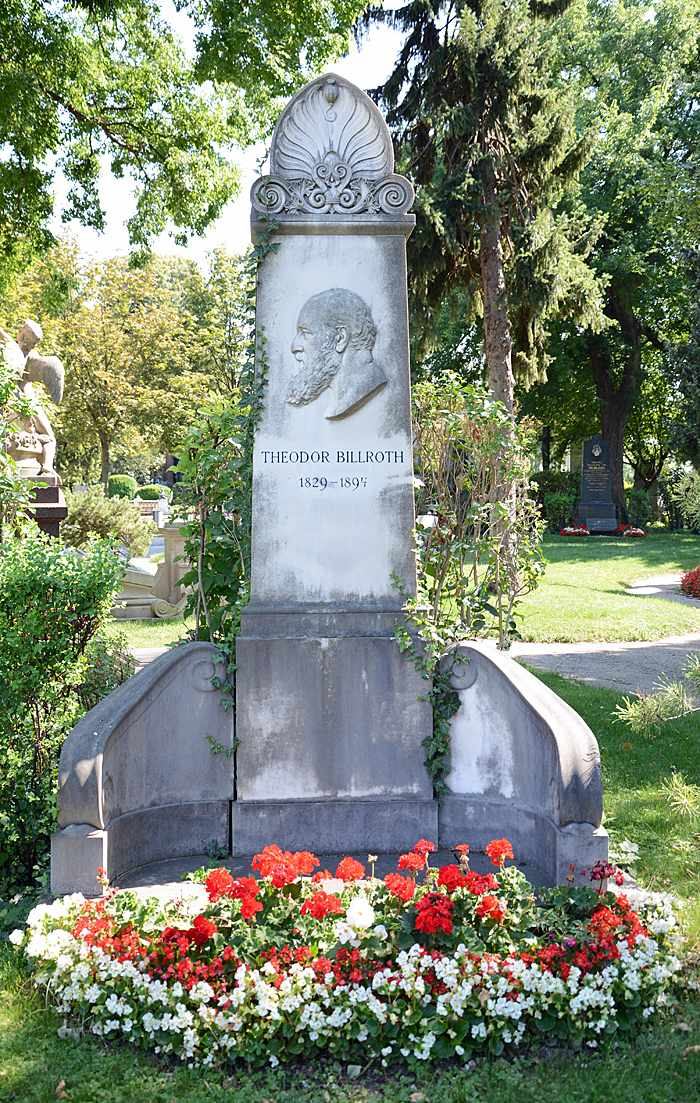
hrob Theodora Billrotha ve Vídni

Po roce 1880 se u Billrotha začaly projevovat srdeční potíže, které ho nutily na určitý čas přerušit práci. Nové síly čerpal při pobytu na letním sídle Högelgut v Sankt Gilgen na břehu Wolfgangsee. Jeho zdravotní stav se postupně zhoršoval, přestože se snažil stále pracovat. Zemřel v roce 1894 v chorvatské Opatiji, tehdy Abbazii, náležející k Rakousko-uherské monarchii, kde trávil dovolenou.
Jeho hrob je na čestném pohřebišti Vídeňského centrálního hřbitova.

## Význam
- Billroth vypracoval několik postupů pro operaci žaludku, střev, jater, prostaty a štítné žlázy.
- V roce 1877 provedl jako první na světě úspěšnou operaci hrtanu pro nádorové onemocnění a v roce 1881 provedl první úspěšnou resekci žaludku.[2]
- Při výzkumu v oblasti mikrobiologie objevil a popsal bakterie streptokoků (1874)
- Přispěl k rozvoji anesteziologie používáním kombinace éteru, chloroformu a alkoholu[3]
- Napsal několik vědeckých prací o chirurgii, lékařskou příručku pro rodiny[4]; publikoval své přednášky a knížku o historii vídeňské chirurgické kliniky
- Měl velkou zásluhu na zkvalitnění vzdělávání ošetřovatelského personálu. V roce 1882 vybudoval ve Vídni ošetřovatelskou školu a nemocnici pro výcvik sester – Rudolfinerhaus. Napsal učebnici Ošetřování nemocných, podle níž se budoucí sestry učily[3]